# Elezioni generali nella Repubblica Democratica del Congo del 2011
Le elezioni generali nella Repubblica Democratica del Congo del 2011 si tennero il 28 novembre per l'elezione del Presidente e il rinnovo del Parlamento.

## Risultati

### Elezioni presidenziali
| Joseph Kabila             | Partito del Popolo per la Ricostruzione e la Democrazia | 8 880 944  | 48,95 |  |  |  |  |  |
| Étienne Tshisekedi        | Unione per la Democrazia e il Progresso Sociale         | 5 864 775  | 32,33 |  |  |  |  |  |
| Vital Kamerhe             | Unione per la Nazione Congolese                         | 1 403 372  | 7,74  |  |  |  |  |  |
| Léon Kengo                | Unione delle Forze del Cambiamento                      | 898 362    | 4,95  |  |  |  |  |  |
| Antipas Mbusa             | Indipendente                                            | 311 787    | 1,72  |  |  |  |  |  |
| Nzanga Mobutu             | Unione dei Democratici per Mobutu                       | 285 273    | 1,57  |  |  |  |  |  |
| Jean Andeka               | Alleanza dei Nazionalisti Congolesi                     | 128 820    | 0,71  |  |  |  |  |  |
| Adam Bombolé              | Indipendente                                            | 126 623    | 0,70  |  |  |  |  |  |
| François Nicéphore Kakese | Unione per la Ripresa e lo Sviluppo del Congo           | 92 737     | 0,51  |  |  |  |  |  |
| Josué Alex Mukendi        | Indipendente                                            | 78 151     | 0,43  |  |  |  |  |  |
| Oscar Kashala             | Unione per la Ricostruzione del Congo                   | 72 260     | 0,40  |  |  |  |  |  |
| Totale                    | Totale                                                  | 18 143 104 | 100   |  |  |  |  |  |
|                           |                                                         |            |       |  |  |  |  |  |
| Voti non validi           | Voti non validi                                         | 768 468    | 4,06  |  |  |  |  |  |
| Votanti                   | Votanti                                                 | 18 911 572 |       |  |  |  |  |  |

### Elezioni parlamentari
| Liste                                                   | Voti | % | Seggi |
| ------------------------------------------------------- | ---- | - | ----- |
| Partito del Popolo per la Ricostruzione e la Democrazia |      |   | 69    |
| Unione per la Democrazia e il Progresso Sociale         |      |   | 42    |
| Partito Popolare per la Pace e la Democrazia            |      |   | 30    |
| Movimento Sociale per il Rinnovamento                   |      |   | 28    |
| Movimento di Liberazione del Congo                      |      |   | 21    |
| Alleanza delle Forze Democratiche del Congo             |      |   | 17    |
| Partito Lumumbista Unificato                            |      |   | 17    |
| Unione per la Nazione Congolese                         |      |   | 16    |
| Alleanza per il Rinnovamento del Congo                  |      |   | 15    |
| Raggruppamento per la Ricostruzione del Congo           |      |   | 12    |
| Altri                                                   |      |   | 233   |
| Totale                                                  |      |   | 500   |